# Xertigny
Xertigny là một xã ở tỉnh Vosges, vùng Grand Est, Pháp. Xã này có diện tích 50,25 km² dân số năm 1999 là 2810 người. Xã này nằm ở khu vực có độ cao trung bình 461 m trên mực nước biển.

## Biến động dân số
| 1962                                         | 1968 | 1975 | 1982 | 1990 | 1999 | 2004 |
| -------------------------------------------- | ---- | ---- | ---- | ---- | ---- | ---- |
| 3168                                         | 3224 | 3075 | 3190 | 2971 | 2810 | 2822 |
| Số liệu từ năm 1962: Dân số không tính trùng |      |      |      |      |      |      |